# Forêt tordue
Pour les articles homonymes, voir Krzywy Las.
La forêt tordue (en polonais : Krzywy Las) est une curiosité naturelle d'une superficie d'environ 1,7 ha (17 000 m2), dans le powiat de Gryfino situé en Poméranie occidentale, en Pologne.
La particularité de cette forêt est qu'elle contient environ quatre cents pins dont la base du tronc est fortement déformée. En effet, à environ 40 cm au-dessus du niveau du sol, les arbres semblent avoir été pliés, leur tronc présentant un angle de 90°. La croissance reprenant une direction apicale, leur tronc montre alors une courbure atteignant jusqu'à 3 m sur certains. Les arbres sont âgés de 80 ans environ et mesurent 11 à 12 m de hauteur.

## Théories sur la forme des arbres

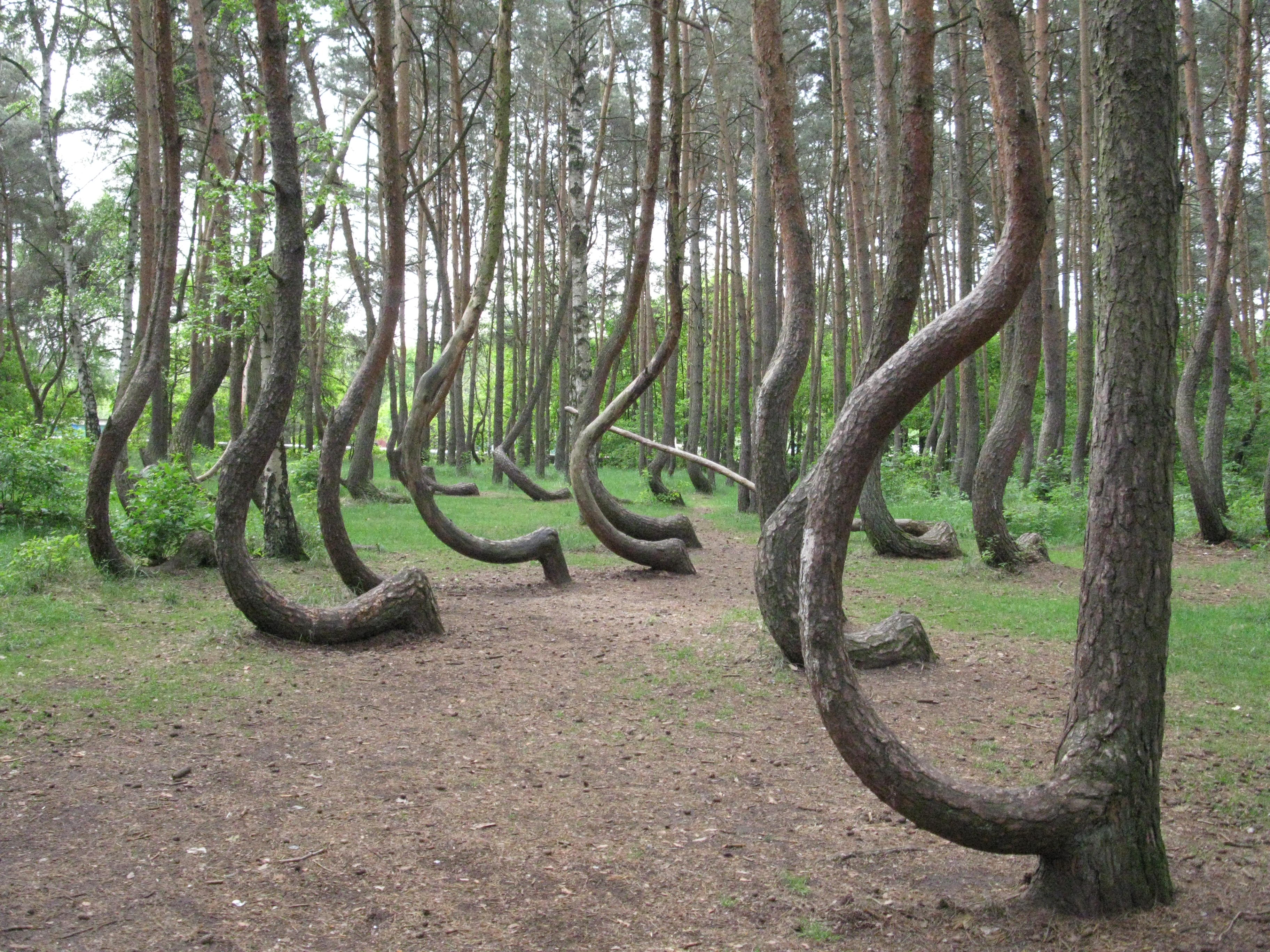
Troncs aux formes caractéristiques.

Plusieurs théories existent pour expliquer la forme exceptionnelle de ces arbres.

### Besoins de la menuiserie
Ces pins auraient été plantés en 1932 alors que la Poméranie était encore allemande et taillés pour former des bois courbés pour les besoins de la menuiserie (fabrication de chaises et meubles de forme arrondie).

### Sapins de Noël
Une autre théorie défendue par une équipe de chercheurs allemands prétend que cette parcelle aurait été exploitée en production de sapins de Noël suivant une technique de sylviculture proche de la conduite en cépée : les arbres sont coupés au-dessus du premier étage de branches, ce qui permet à la souche de repousser et d'être à nouveau exploitée quelques années plus tard.

## Forêts semblables
En Haute-Loire (France), il existe aussi une forêt de pins déformés par l'activité humaine, la pinatelle du zouave : les pins, dits « de boulange » étaient taillés horizontalement pour servir dans les fours à pain de la ville du Puy-en-Velay.
La forêt dansante, sur l'isthme de Courlande dans l'oblast de Kaliningrad (Russie), est appelée ainsi du fait de ses arbres au tronc naturellement tordu.